# NGC 472
NGC 472 este o galaxie lenticulară situată în constelația Peștii. A fost descoperită în 22 noiembrie 1827 de către John Herschel. De asemenea, a fost observată încă o dată în 29 august 1862 de către Heinrich Louis d'Arrest.